# Opinion-info.cd
 (juin 2025).
Motif : absence de sources secondaires de qualité centrées sur ce média, indépendantes et pérennes.
- Archive Wikiwix
- Bing
- Cairn
- DuckDuckGo
- E. Universalis
- Gallica
- Google
- G. Books
- G. News
- G. Scholar
- Persée
- Qwant
- (zh) Baidu
- (ru) Yandex

| 1. | Préciser le motif de la pose du bandeau. | Précisez le motif de la pose du bandeau en utilisant la syntaxe suivante : {{admissibilité à vérifier\|date=juillet 2025\|motif=remplacez ce texte par le motif}}                    |
| 2. | Informer les utilisateurs concernés.     | Pensez à avertir le créateur de l'article, par exemple, en insérant le code ci-dessous sur sa page de discussion : {{subst:avertissement admissibilité à vérifier\|Opinion-info.cd}} |

Opinion-info.cd est un média d’information en ligne congolais, fondé en 2021 par le journaliste Edmond Izuba. Il se positionne comme un média à vocation citoyenne, axé sur l'information et l’éducation du public, en particulier sur les questions électorales en République démocratique du Congo.

## Histoire
Le site est fondé en 2021 par Edmond Izuba. Il est lancé officiellement le 5 juin 2021 à Kinshasa, lors d’une cérémonie à laquelle assistent plusieurs journalistes et professionnels des médias.

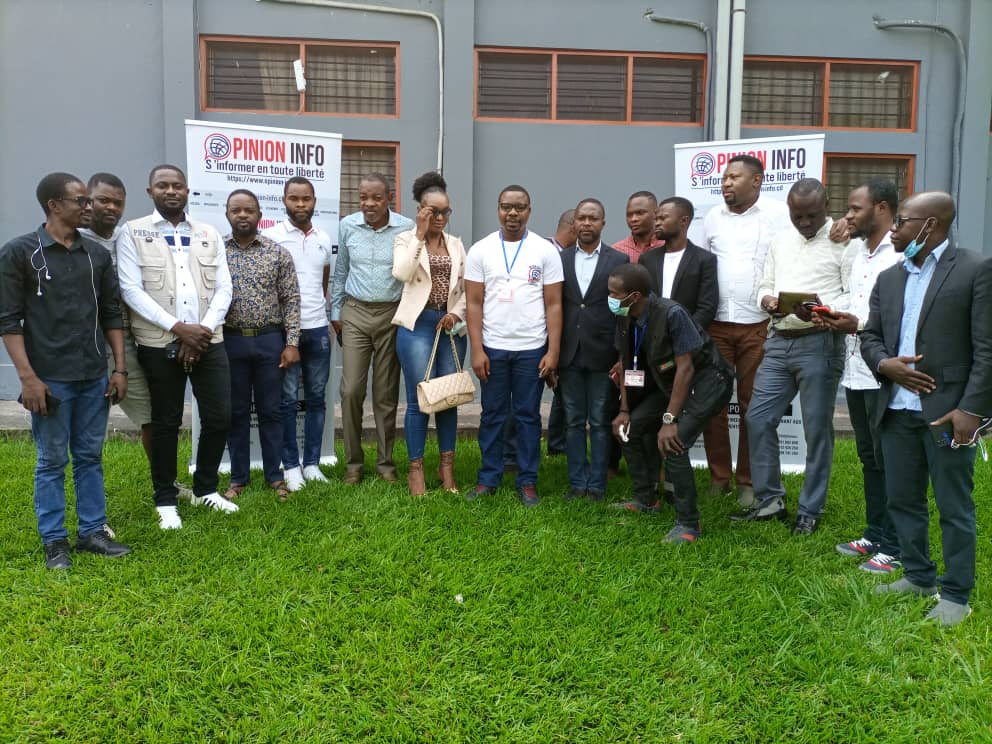
Photo de groupe prise lors de la cérémonie de lancement, en présence de journalistes et de professionnels des médias.

Avant de créer Opinion-info.cd, Edmond Izuba a travaillé dans plusieurs rédactions, notamment à Politico.cd, Cas-info, RTVS1 et Objectif-info.cd.

## Ligne éditoriale
Opinion-info.cd cherche à participer au débat démocratique en République démocratique du Congo, en mettant en avant la liberté d’expression et les droits humains. Le site propose des rubriques comme Scrutin, consacrée à l’éducation civique et électorale, ou encore Chien écrasé, qui adopte un ton plus satirique.